# Bazenville
Bazenville és un municipi francès situat al departament de Calvados i a la regió de Normandia. L'any 2007 tenia 146 habitants.

## Demografia

### Població
El 2007 la població de fet de Bazenville era de 146 persones. Hi havia 52 famílies de les quals 12 eren unipersonals (8 homes vivint sols i 4 dones vivint soles), 12 parelles sense fills, 24 parelles amb fills i 4 famílies monoparentals amb fills.
La població ha evolucionat segons el següent gràfic:
Habitants censats

### Habitatges
El 2007 hi havia 76 habitatges, 58 eren l'habitatge principal de la família, 15 eren segones residències i 2 estaven desocupats. Tots els 76 habitatges eren cases. Dels 58 habitatges principals, 50 estaven ocupats pels seus propietaris, 7 estaven llogats i ocupats pels llogaters i 1 estava cedit a títol gratuït; 2 tenien dues cambres, 8 en tenien tres, 6 en tenien quatre i 42 en tenien cinc o més. 52 habitatges disposaven pel capbaix d'una plaça de pàrquing. A 17 habitatges hi havia un automòbil i a 38 n'hi havia dos o més.

### Piràmide de població
La piràmide de població per edats i sexe el 2009 era:
| Homes | Edats   | Dones |
| ----- | ------- | ----- |
| 0     | 95 o +  | 0     |
| 0     | 90 a 94 | 0     |
| 0     | 85 a 89 | 0     |
| 4     | 80 a 84 | 0     |
| 0     | 75 a 79 | 8     |
| 8     | 70 a 74 | 0     |
| 8     | 65 a 69 | 4     |
| 0     | 60 a 64 | 0     |
| 4     | 55 a 59 | 8     |
| 4     | 50 a 54 | 8     |
| 8     | 45 a 49 | 0     |
| 8     | 40 a 44 | 4     |
| 4     | 35 a 39 | 4     |
| 8     | 30 a 34 | 4     |
| 4     | 25 a 29 | 12    |
| 0     | 20 a 24 | 0     |
| 8     | 15 a 19 | 0     |
| 4     | 10 a 14 | 4     |
| 12    | 5 a 9   | 4     |
| 8     | 0 a 4   | 0     |

## Economia
El 2007 la població en edat de treballar era de 86 persones, 72 eren actives i 14 eren inactives. De les 72 persones actives 66 estaven ocupades (39 homes i 27 dones) i 6 estaven aturades (2 homes i 4 dones). De les 14 persones inactives 7 estaven jubilades, 6 estaven estudiant i 1 estava classificada com a «altres inactius».

### Ingressos
El 2009 a Bazenville hi havia 60 unitats fiscals que integraven 156 persones, la mediana anual d'ingressos fiscals per persona era de 17.978,5 €.

### Activitats econòmiques
Dels 5 establiments que hi havia el 2007, 1 era d'una empresa de construcció, 1 d'una empresa de comerç i reparació d'automòbils, 1 d'una empresa de transport i 2 d'empreses de serveis.
L'únic servei als particulars que hi havia el 2009 era una fusteria.
L'any 2000 a Bazenville hi havia 12 explotacions agrícoles que ocupaven un total de 504 hectàrees.

## Poblacions més properes
El següent diagrama mostra les poblacions més properes.